# Île du Havre
Île du Havre är en ö i Kanada.   Den ligger i provinsen Québec, i den östra delen av landet, 1 000 km nordost om huvudstaden Ottawa. Arean är 8,5 kvadratkilometer. Ön ingår i Archipel-de-Mingans nationalpark.
Terrängen på Île du Havre är platt. Öns högsta punkt är 46 meter över havet. Den sträcker sig 3,2 kilometer i nord-sydlig riktning, och 4,7 kilometer i öst-västlig riktning.